# Maria Lenk
Maria Emma Hulda Lenk Zigler (ur. 15 stycznia 1915 w São Paulo, zm. 17 kwietnia 2007 w Rio de Janeiro) – pływaczka brazylijska, olimpijka, rekordzistka świata.
Była córką niemieckich imigrantów, którzy osiedlili się w Brazylii trzy lata przed jaj narodzinami. Jako pierwsza kobieta z Brazylii, a także całej Ameryki Południowej, wzięła udział w letnich igrzyskach olimpijskich. Miało to miejsce w 1932 w Los Angeles, gdzie 17-latka dotarła do półfinału 200 m stylem klasycznym, a także startowała na 100 m stylem grzbietowym i 100 m stylem dowolnym. W 1935 sięgnęła po trzy złote medale mistrzostw Ameryki Południowej – na 100 m stylem grzbietowym, 200 m stylem klasycznym i w wyścigu sztafetowym. W 1936 ponownie startowała w igrzyskach olimpijskich, ale także w Berlinie nie udało się jej zdobyć medalu; starty na 200 m żabką, podobnie jak cztery lata wcześniej, zakończyła na półfinale. Zainteresowanie wzbudził jej sposób pływania, który stał się później podstawą wyodrębnienia nowego stylu pływackiego – stylu motylkowego.
W listopadzie 1939 ustanowiła rekord świata na 200 m stylem klasycznym (2:56.0), który przetrwał do sierpnia 1946 i został poprawiony przez Holenderkę Nel van Vliet. Holenderka zdobyła w tej konkurencji mistrzostwo olimpijskie w 1948 w Londynie; Marii Lenk nie było dane stanąć na olimpijskim podium – igrzyska, na których miała na to największe szanse, zostały odwołane z powodu trwającej II wojny światowej. Przez pewien czas należał do niej natomiast także rekord świata na 400 m stylem klasycznym, a także była współautorką jednego ze sztafetowych rekordów świata.
W 1942, u schyłku kariery zawodniczej, wraz z sześcioma innymi pływakami z Ameryki Południowej odbyła podróż po Stanach Zjednoczonych, w czasie której zostało ustanowionych szereg rekordów Ameryki. Lenk pozostała przez kilka lat w USA, studiując wychowanie fizyczne w Springfield College. Nie zerwała również kontaktów z pływaniem, kontynuując starty w zawodach weteranów.
Była wykładowcą Federalnego Uniwersytetu Brazylii w Rio de Janeiro, a także pierwszą kobietą powołaną do Brazylijskiej Rady Sportu. Uważana za jedną z najwybitniejszych pływaczek swojego kraju w historii, zyskała także uznanie międzynarodowe i w 1988 została wpisana do Hall of Fame światowego pływania. W 2004 Brazylijski Komitet Olimpijski przyznał jej nagrodę im. Adhemara Ferreiry da Silvy w uznaniu zasług sportowych. Lenk pozostawała wówczas nadal aktywną zawodniczką, w ramach treningów przepływającą dziennie półtora kilometra i ustanawiającą rekordy świata w seniorskich kategoriach wiekowych. W chwili śmierci należało do niej pięć rekordów świata w stylu klasycznym w kategoriach 85-89 i 90-94 lata (na długim i krótkim basenie).
W lutym 2007 jej imię nadano kompleksowi basenowemu w Rio de Janeiro, gdzie zaplanowano przeprowadzenie zawodów pływackich w czasie Igrzysk Panamerykańskich latem tegoż roku. Tej imprezy Maria Lenk już nie dożyła, zmarła w kwietniu 2007, doznawszy rozległego zawału serca w czasie pływania.